# The Room
The Room (traducción: La habitación) es una película independiente estadounidense de 2003 escrita y dirigida por su actor principal Tommy Wiseau, que también es acreditado en pantalla como productor y productor ejecutivo de la película.
El elenco principal incluye a Wiseau, Juliette Danielle, Greg Sestero, Philip Haldiman, Kyle Vogt, Carolyn Minnott y Robyn Paris. Sin apoyo de ningún estudio, Wiseau gastó más de seis millones de dólares en producción y promoción. Promocionó la película como una comedia negra y declaró que el estilo humorístico es intencional, aunque un miembro del elenco ha disputado anónimamente estas afirmaciones y varios miembros de la audiencia vieron la película como un drama pobremente realizado. The Room ha sido calificada por algunos críticos como una de las peores películas de la historia, aunque en los últimos tiempos ha adoptado el estatus de clásico de culto.
Las memorias de Greg Sestero sobre el rodaje de The Room se publicaron en 2013 y fueron adaptadas al cine por James Franco en la película homónima The Disaster Artist, estrenada en 2017 y ganadora de la Concha de Oro del Festival Internacional de Cine de San Sebastián y el premio de Mejor actor - Comedia o musical por Franco en los Globos de Oro.

## Argumento
Johnny es un exitoso banquero que vive en una casa adosada de San Francisco con su prometida, Lisa. Ellos comparten una relación intensa e íntima caracterizada por el amor constante y apasionado. A pesar de esto, sin motivo aparente, Lisa se siente insatisfecha y una tarde confía a su mejor amiga Michelle y a su madre Claudette que encuentra a Johnny aburrido. Aunque Michelle le aconseja estar agradecida por lo que tiene y su madre le aconseja que la estabilidad financiera es más importante que la felicidad, Lisa decide seducir al mejor amigo de Johnny, Mark. Este, si bien es renuente, termina cediendo ante los avances. Su relación continúa a través del resto de la película, a pesar de que Mark parece reacio al principio de cada encuentro sexual y repetidamente trata de romper con ella. Mientras tanto, Lisa llega a la conclusión de que «lo quiere todo» y decide quedarse con Johnny por el apoyo financiero y los bienes materiales que puede proporcionarle. Cuando la fecha de la boda se acerca y la influencia de su prometido en sus billetes de banco cae, Lisa alterna entre glorificar y vilipendiar a Johnny con su familia y amigos, haciendo falsas acusaciones de abuso doméstico y defendiendo a Johnny contra críticas. Mientras tanto, Johnny, habiendo oído a Lisa confesar su infidelidad a su madre, fija una grabadora en su teléfono en un intento por identificar a su amante.
Denny, un estudiante vecino a quien Johnny apoya económica y emocionalmente, tiene un encontronazo con un traficante de drogas armado, Chris-R, a quien Johnny y Mark vencen y llevan bajo custodia. Denny también desea a Lisa y, al confesárselo a Johnny, este lo entiende y le aconseja que se fije en alguna de sus compañeras de colegio. Johnny entra en una confusión y pide ayuda al psicólogo Peter, amigo de él y de Mark. Este último, sintiéndose culpable, se abre ante Peter cuando se ven en la azotea y le confiesa que está teniendo una aventura, pero cuando Peter le pregunta si el amorío es con Lisa, Mark (quien está usando marihuana para lidiar con su melancolía) lo ataca e intenta matarlo, aunque se reconcilian segundos después.
En una fiesta de cumpleaños sorpresa para Johnny, uno de sus amigos atrapa a Lisa besando a Mark mientras los otros invitados están afuera y los confronta. Johnny anuncia que él y Lisa están esperando un niño, aunque más tarde ella revela que mintió al respecto. Al final de la noche, Lisa hace alarde de su amorío frente a Johnny, lo que desencadena una pelea entre este y Mark. Johnny se va de la fiesta y, desesperado, se encierra en el baño. Cuando se va, recupera la grabadora que conectó al teléfono y escucha una llamada íntima entre Lisa y Mark. Indignado, regaña a Lisa por engañarle, incitándola a terminar su relación e irse a vivir con Mark. Johnny tiene un colapso emocional, destruye su apartamento y se suicida disparándose en la boca. Al escuchar la conmoción, Mark, Lisa y Denny suben y encuentran su cuerpo. Mark culpa a Lisa por la muerte de Johnny, la amonesta por su comportamiento engañoso y le dice que salga de su vida. Denny les pide a Mark y Lisa que lo dejen solo con el cuerpo de Johnny, y dan un paso atrás para darle un momento, pero finalmente se quedan y se consuelan mientras llega la policía.

## Reparto
- Tommy Wiseau como Johnny.
- Juliette Danielle como Lisa.
- Greg Sestero como Mark.
- Phillip Haldiman como Denny.
- Carolyn Minnott como Claudette.
- Robyn Paris como Michelle.
- Mike Holmes como Mike.
- Dan Janjigian como Chris-R.
- Kyle Vogt como Peter.
- Greg Ellery como Steven.